# Nammo
Nammo AS es una empresa de armamentos noruegos con sede en Raufoss, Noruega. El grupo está activo en todo el mundo con subsidiarias. Principalmente produce munición de infantería y armas. Además, es uno de los principales proveedores europeos de productos especiales para la destrucción de municiones. La compañía tiene un conocimiento especial en su ubicación en Alemania en las llamadas municiones de racimo.
Nammo AS tiene una fábrica en Palencia (España) con 200 empleados que fue adquirida en octubre de 2013 .

## Productos

### Propulsión de Misiles
- AIM-120 AMRAAM
- RIM-162 ESSM
- IRIS-T
- Exocet
- AIM-9 Sidewinder
- Penguin
- Naval Strike Missile (booster)
- Ariane 5
- HVM (Hyper Velocity Missile)
- RBS 23 BAMSE SAM
- IDAS (Interactive Defence & Attack for Submarines)

### Vehículo de lanzamiento orbital
En enero de 2013, Nammo y el puerto espacial Andøya Rocket Range anunciaron que estarían "desarrollando un sistema de cohete orbital de vehículo de lanzamiento de nanosatélites (NLV) llamado North Star que utilizará un motor híbrido estandarizado, agrupado en diferentes números y arreglos, para construir dos tipos de cohetes que suenan y un lanzador orbital "que podría enviar un nanosat de 10 kg (22 lb) a la órbita polar. [2]

### Munición de pequeño calibre
- 5.56×45mm NATO
- 6.5×47mm Lapua
- 7.62×39mm
- 7.62×51mm NATO and .308 Winchester
- 7.62×54mmR/7.62×53mmR
- 7.62×63mm (.30-06 Springfield)
- .338 Lapua Magnum (8.6×70mm)
- 9×19mm Parabellum

### Munición de calibre mediano y largo
Nammo produce, o ha producido, las siguientes municiones de mediano y gran calibre:
- 12.7×99mm (.50 BMG)
- 12.7×99 mm Raufoss Mk 211 Multipurpose
- 20×102mm[cita requerida]
- 20×139mm[cita requerida]
- 25×137mm[cita requerida]
- 27×145mm[cita requerida]
- 30×113mmB[cita requerida]
- 30×173mm[cita requerida]
- 35×228mm[cita requerida]
- Granada de 40 mm
- 40×365mmR[cita requerida]
- 57 mm L/70 3P[cita requerida]
- M72 LAW
- 120 mm Tank Ammunition[cita requerida]
- Propellant Charges, For Artillery and Mortars[cita requerida]
- Artillery Shell Bodies[cita requerida]
- Granada de mano
- Ojiva (arma)

## THOR-ER
En 2022 Nammo y su socia, la Boeing, lanzaron exitosamente su THOR-ER, un misil hipersónico capaz de volar a 5000 km/h, motorizado por un estatorreactor a combustible sólido.  El misil mide 2.5 metros de largo y tendría un alcance de alrededor de 1000 km.